# 옛 거장

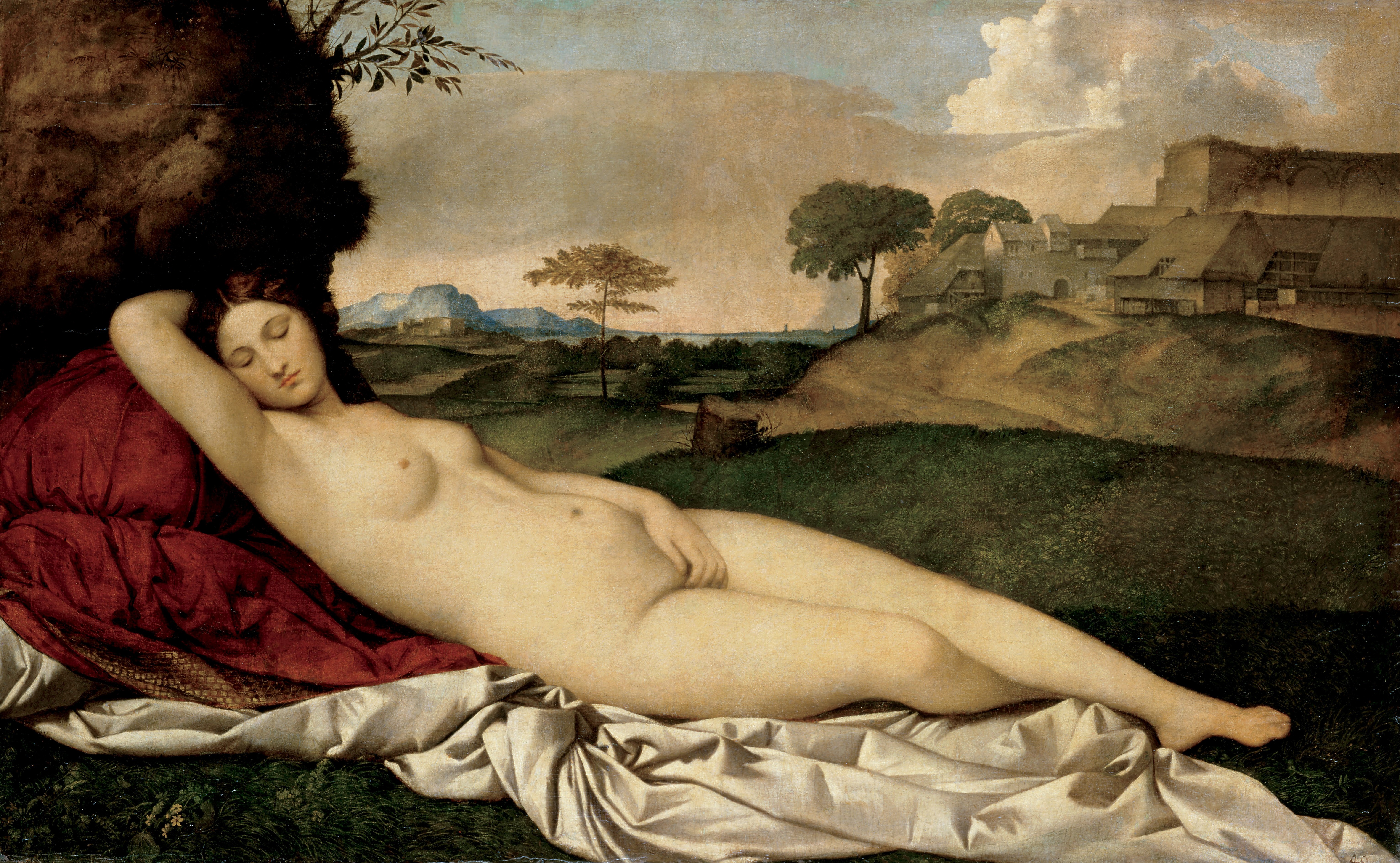
조르조네의 잠자는 비너스 (1510년경), 드레스덴 옛 거장 미술관(Gemäldegalerie Alte Meister)

미술사에서 옛 거장(네덜란드어: oude meester, 영어: Old Master 또는 old master, 프랑스어: vieux maître, 독일어: alte Meister)는 1800년경 이전에 유럽에서 작업하던 솜씨있는 화가, 또는 그런 예술가가 그린 회화를 말한다. 옛 거장의 판화(old master print) 역시 대략 1800년 이전의 예술가가 제작한 원본 판화(인그레이빙이나 에칭)를 의미한다. 옛 거장의 소묘(old master drawing)라는 용어도 유사한 방식으로 사용된다. 
원칙적으로는 옛 거장은 완벽히 숙련된 지역 예술가 길드의 장인, 또는 독립적으로 작업하던 예술가를 칭할 때에만 쓰이나, 사실상 문하생이나 공방이 제작한 그림 역시 이 용어의 범위에 보통 포함된다. 그런 고로 그림이 일정 수준의 실력을 넘어섰다면, 질보다는 제작 시기가 이 용어를 사용하는 기준이 된다.

## 다루는 시기
18세기와 19세기에 옛 거장이라는 용어는 1450년 또는 1470년을 시작점으로 하는 것으로 받아들여졌다. 그 이전에 만들어진 그림은 "프리미티프(프랑스어: primitif)"라 칭했으나, 이제 이러한 구분은 더 이상 하지 않는다. <옥스포드 영어사전>은 이 용어를 "현대 이전의 저명한 예술가, 특히 13세기부터 18세기까지 서유럽의 저명한 화가"로 정의한다. 옛 거장이라는 말을 쓴 최초의 인용문으로는 1696년에 쓰인 존 에블린의 일기가 있다.
영어 이외에도 네덜란드어, 프랑스어, 독일어에서 이에 대응하는 용어가 있다. 네덜란드인들은 옛 거장(네덜란드어: oude meester)이 대부분 이전 세기의 네덜란드 황금기 화가들을 일컫는 것을 뜻했을 시기이던 17세기에 아마도 이 용어를 처음으로 사용했을 것이다. 1876년 외젠 프로망탱의 <옛날의 거장들(Les Maitres d'autrefois)> 역시 옛 거장이라는 개념을 대중화하는 데 기여했겠지만, 옛 거장(프랑스어: vieux maitre)이라는 말을 프랑스어에서 전부터 사용되었다. 드레스덴 옛 거장 미술관(Gemäldegalerie Alte Meister)은 옛 거장이라는 용어를 실 이름에 쓰고 있는 몇 안되는 미술관 중 하나이나, 미술관 내부 회랑이나 부분으로는 옛 거장이라는 용어가 많이 쓰이기도 한다. 드레스덴 미술관은 바로크 시대까지의 작품들만 소장하고 있다. 

## 주요 옛 거장 미완 목록
완성 목록을 만드는 것은 불가능하다. 이 미완 목록은 각 시기를 대표할 거장 목록을 만드는 것에 그 초점을 두었다.

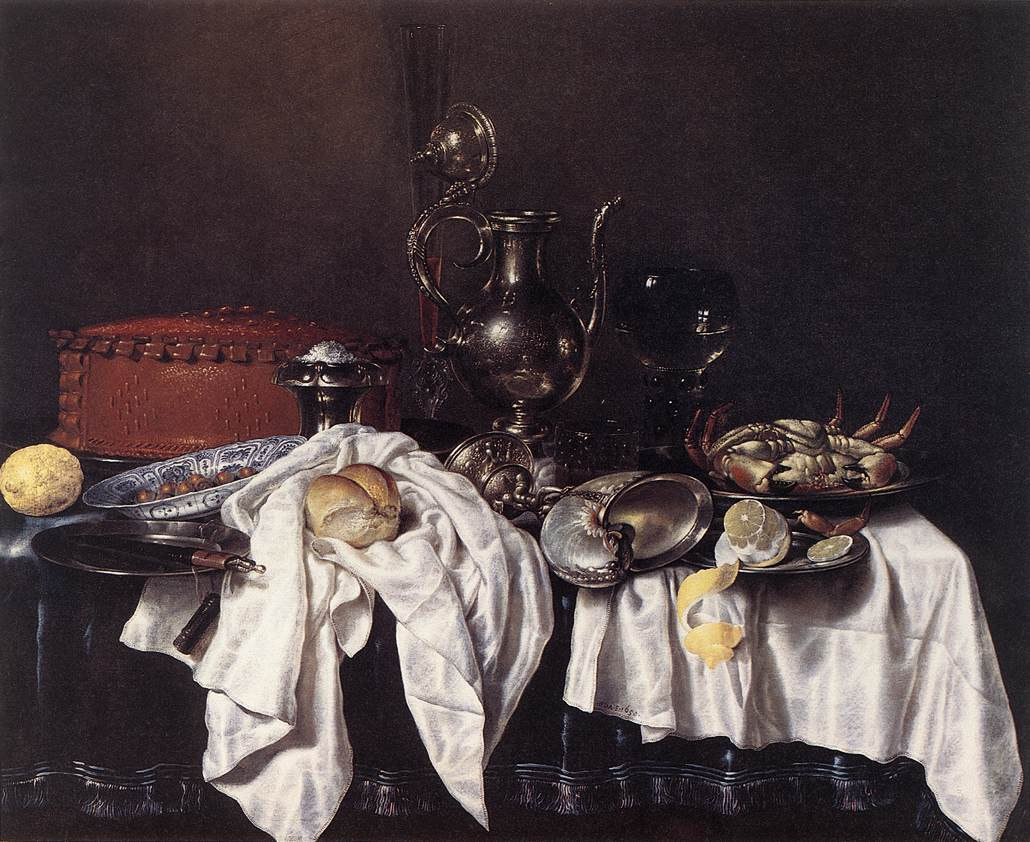
<타르트, 은병, 게가 그려진 정물화>, 빌럼 클라스존 헤다 작(1658), 캔버스 유화, 네덜란드 하를렘, 프란스 할스 미술관.

### 고딕, 국제 고딕, 전(前)고딕
장 퓌셀, 장 푸케(이하 프랑스인), 림뷔르흐 형제(이하 플랑드르인)을 제외한 전원 이탈리아인.
- 치마부에 (Cimabue, 1240-1302), 산 프란체스코 대성당의 프레스코화
- 두초 디 부오닌세냐 (Duccio di Buoninsegna, 1255-1318), 시에나 출신 프리미티프 화가
- 조토 디 본도네 (Giotto di Bondone, 1267-1337), 최초의 르네상스 프레스코화 화가
- 시모네 마르티니 (Simone Martini, 1285-1344), 시에나 유파의 고딕 화가로 조토와 두초의 제자
- 장 퓌셀 (Jean Pucelle, 1290-1334), 삽화가, 세밀화가
- 암브로조 로렌체티 (Ambrogio Lorenzetti, fl. 1319-1348), 시에나 유파의 고딕 화가
- 피에트로 로렌체티 (Pietro Lorenzetti, fl. 1320-1345), 시에나 유파의 화가로 조토에게서 영향 받음
- 로렌초 모나코 (Lorenzo Monaco, 1370-1425), 국제 고딕 양식을 그린 시에나 출신 화가
- 마솔리노 다 파니칼레 (Masolino da Panicale, 1383-1440), peintre formé en tant qu'orfèvre
- 림뷔르흐 형제 (Frères de Limbourg, 1390-1416), enlumineurs de manuscrits de Jean Ier de Berry
- 피사넬로 (Pisanello, 1394-1455), peintre italien de style gothique international, et médailliste
- 사세타 (Sassetta, 1395-1450), peintre siennois de style gothique international
- 장 푸케 (Jean Fouquet, 1420-1481), peintre ayant amené l'art de la Renaissance en France

### 초기 르네상스
전원 이탈리아인.
- 젠틸레 다 파브리아노 (Gentile da Fabriano, 1370-1427), 고딕 국제 양식에 영향력 있는 화가
- 필리포 브루넬레스키 (Filippo Brunelleschi, 1377-1446), 피렌체 대성당의 돔을 만든 건축가
- 로렌초 기베르티 (Lorenzo Ghiberti, 1378-1455), 피렌체의 조각가로, 고딕 국제 양식과 고전주의 양식을 전문으로 함
- 도나텔로 (Donatello, 1386-1466), 초기 르네상스의 중요한 조각가
- 파올로 우첼로 (Paolo Uccello, 1397-1475), 원근법의 도식적 사용을 전문으로 한 화가
- 프라 안젤리코 (Fra Angelico, 1400-1455), 종교화 화가로 <산 마르코 성화>로 유명
- 마사초 (Masaccio, 1401-1428), 피렌체 출신의 중요한 프리미티브 화가
- 레온 바티스타 알베르티 (Leon Battista Alberti, 1404-1472), 제노아의 건축가
- 안드레아 델 카스타뇨 (Andrea del Castagno, 1410-1457)
- 피에로 델라 프란체스카 (Piero della Francesca, 1415-1492), 이탈리아 르네상스 화가로, 선투시도법의 선구자
- 베노조 곤졸리 (Benozzo Gozzoli, 1420-1497)
- 알레소 발도비네티 (Alesso Baldovinetti, 1425-1499)
- 빈센초 포파 (Vincenzo Foppa, 1425-1515)
- 안토넬로 다 메시나 (Antonello da Messina, 1430-1479), 시칠리아 화가로 유화의 선구자
- 코시모 투라 (Cosimo Tura, 1430-1495)
- 안드레아 만테냐 (Andrea Mantegna, 1431-1506), 르네상스 화가로 원근법과 세부 묘사의 거장
- 안토니오 델 폴라이올로 (Antonio Pollaiuolo, 1431-1498)
- 프란체스코 델 코사 (Francesco del Cossa, 1435-1477)
- 안드레아 델 베로키오 (Andrea del Verrocchio, 1435-1488)
- 멜로초 다 포를리 (Melozzo da Forli, 1438-1494)
- 루카 시뇨렐리 (Luca Signorelli, 1441-1523)
- 도나토 브라만테 (Donato Bramante, 1444-1514), 성기 르네상스의 건축가
- 피에트로 페루지노 (Le Pérugin, 1445-1523)
- 산드로 보티첼리 (Sandro Botticelli, 1445-1510), 피렌체 출신 르네상스 거장
- 도메니코 기를란다요 (Domenico Ghirlandaio, 1449-1494), 다작한 피렌체의 프레스코화 화가

### 성기 르네상스
전원 이탈리아인
- 프란체스코 프란치아 (Francesco Francia, 1450-1517)
- 레오나르도 다 빈치 (Léonard de Vinci, 1452-1519), 르네상스기 위대한 소묘·유화 화가
- 치마 다 코넬리아노 (Cima da Conegliano, 1459-1517)
- 로렌초 코스타 (Lorenzo Costa, 1460-1535)
- 피에로 디 코시모 (Piero di Cosimo, 1462-1521)
- 펠레그리노 다 산 다니엘레 (Pellegrino da San Daniele, 1467-1547)
- 프라 바르톨로메오 (Fra Bartolomeo, 1472-1517)
- 마리오토 알베르티넬리 (Mariotto Albertinelli, 1474-1515)
- 미켈란젤로 (Michel-Ange, 1475-1564), 르네상스기 위대한 조각가
- 베르나르디노 루이니 (Bernardino Luini, 1475-1532)
- 마르칸토니오 라이몬디 (Marcantonio Raimondi, 1475-1534)
- 가로팔로 (Il Garofalo, 1481-1559)
- 라파엘로 (Raphaël, 1483-1520), 르네상스기 위대한 화가
- 리돌포 기를란다이오 (Ridolfo Ghirlandaio, 1483-1561)
- 안드레아 델 사르토 (Andrea del Sarto; 1486-1531)
- 코레조 (Correggio, 1490-1534), 마술같은 프레스코화와 유화 제단화로 유명한 파르마 출신 화가
- 줄리오 로마노 (Jules Romain, 1492-1546)

### 르네상스기 베네치아 회화
- 도메니코 베네치아노 (Domenico Veneziano, 1400-1461)
- 야코포 벨리니 (Jacopo Bellini, 1400-1470)
- 젠틸레 벨리니 (Gentile Bellini, 1429-1507), 베네치아의 역사 장면들과 도제의 초상화로 유명
- 조반니 벨리니 (Giovanni Bellini, 1430-1516), pionnier de l'huile sur toile lumineuse
- 바르톨로메오 비바리니 (Bartolomeo Vivarini, 1432-1499)
- 카를로 크리벨리 (Carlo Crivelli, 1435-1495)
- 알비세 비바리니 (Alvise Vivarini, 1445-1503)
- 비토레 카르파초 (Vittore Carpaccio, 1455-1526)
- 조르조네 (Giorgione, 1477-1510), 베네치아 회화 유파의 선구자
- 티치아노 (Titien, vers 1477-1576), grand représentant de la peinture colorée
- 팔마 베키오 (Palma le Vieux, 1480-1528)
- 로렌초 로토 (Lorenzo Lotto, 1480-1556)
- 세바스티아노 델 피옴보 (Sebastiano del Piombo, 1485-1547)
- 야코포 산소비노 (Jacopo Sansovino, 1486-1570)
- 야코포 바사노 (Jacopo Bassano, 1515-1592), peintre maniériste notable pour ses portraits et sa peinture de genre religieuse
- 틴토레토 (Le Tintoret, 1518-1594), 장엄한 종교 작품을 그린 위대한 화가
- 파올로 베로네세 (Paul Véronèse, vers 1528-1588), 색채 회화의 위대한 대표자

### 시에나 유파
전원 이탈리아인.
- 조반니 디 파올로 (Giovanni di Paolo, 1403-1482)
- 마테오 디 조반니 (Matteo di Giovanni, 1430-1495)
- 프란체스코 디 조르조 마르티니 (Francesco di Giorgio Martini, 1439-1502)
- 소도마 (Le Sodoma, 1477-1549)
- 조반니 안토니오 바치 (Giovanni Antonio Bazzi, 1477-1548)
- 발다사레 페루치 (Baldassarre Peruzzi, 1481-1537)
- 도메니코 베카푸미 (Domenico Beccafumi, 1486-1551)

### 북방 르네상스

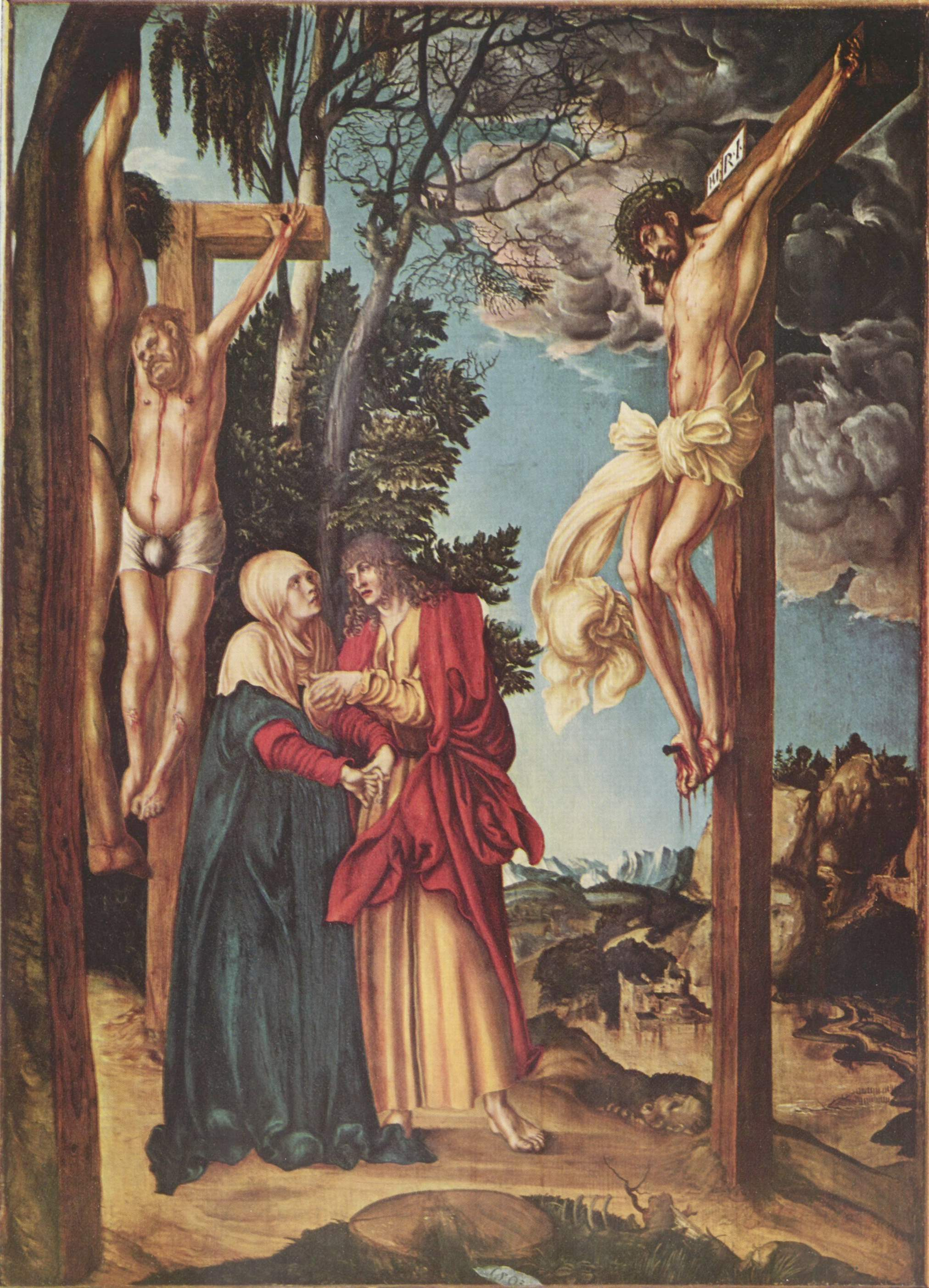
<그리스도의 십자가형>, 루카스 크라나흐 데어 엘테레 작(1503).

- 로버르트 캄핀 (Robert Campin, 플랑드르인, 1375-1444), Triptyque de Mérode를 그린 것으로 유명
- 얀 판 에이크 (Jan van Eyck, 1395-1441), 유화의 선구자
- 한스 물처 (Hans Multscher, 독일인, 1400-1467)
- 슈테판 로흐너 (Stefan Lochner, 독일인, 1400-1451), 쾰른 유파의 대표자
- 콘라트 비츠 (Konrad Witz, 스위스인, 1400-1447)
- 로히어르 판 데르베이던 (Rogier van der Weyden, 플랑드르인, 1400-1464), 중요한 종교 화판 화가
- 페트루스 크리스투스 (Petrus Christus, 플랑드르인, 1410-1472)
- 디르크 바오츠 (Dirk Bouts, 네덜란드인, 1420-1475)
- 시몽 마르미옹 (Simon Marmion, 프랑스인, 1420-1489)
- 프랑케 거장 (Maître Francke, 독일인, fl.1424-1435)
- 한스 플라이덴부르프 (Hans Pleydenwurff, 독일인, 1429-1472)
- 한스 멤링 (Hans Memling, 독일인-플랑드르인, 1430-1494), 브뤼허 유파
- 마르틴 숑가우어 (Martin Schongauer, 독일인, 1430-1491)
- 루카스 모저 (Lucas Moser, 독일인, fl. 1431-1440)
- 미하엘 볼게무트 (Michael Wolgemut, 독일인, 1434-1519)
- 미하엘 파허 (Michael Pacher, 오스트리아인, 1435-1498)
- 휘호 판 데르 후스 (Hugo van der Goes, 플랑드르인, 1440-1483)
- 륄란트 프뤼아우프 데어 엘테레 (Rueland Frueauf l'Ancien, 독일인, 1440-1507)
- 바이트 슈토스 (Veit Stoss, 독일인, 1447-1533)
- 히에로니무스 보스 (Hieronymus Bosch, 네덜란드인, 1450-1516)
- 니콜라 프로망 (Nicolas Froment, 프랑스인, fl.1450-90)
- 게라르드 다비드 (Gérard David, 플랑드르인, 1450-1523)
- 헤이르트헌 톳 신트 얀스 (Geertgen tot Sint Jans, 네덜란드인, 1460-1490)
- 한스 홀바인 데어 엘테레 (Hans Holbein l'Ancien, 독일인, 1460-1524)
- 캥탱 마시 (Quentin Massys, 플랑드르인, 1466-1530)
- 얀 마뷔서 (Jan Mabuse, 플랑드르인, 1470-1533)
- 마티아스 그루네발트 (Matthias Grunewald, 독일인, 1470-1528), notable pour ses peintures religieuses d'un expressionnisme intense
- 알브레히트 뒤러 (Albrecht Dürer, 독일인, 1471-1528), 북방 르네상스의 가장 중요한 판화가
- 루카스 크라나흐 데어 엘테레 (Lucas Cranach l'Ancien, 독일인, 1472-1553)
- 한스 부르크크마이어 (Hans Burgkmair, 독일인, 1473-1531)
- 장 클루에 (Jean Clouet, 프랑스인, 1475-1547)
- 외르크 브로이 데어 엘테레 (Jörg Breu l'Ancien, 독일인, 1475-1537)
- 알브레히트 알트도르퍼 (Albrecht Altdorfer, 독일인, 1480-1538), 다누브 유파
- 물랭의 거장 (Maitre de Moulins, 프랑스인, fl.1480)
- 가계부 거장 (Maître du Livre de Raison, 독일인, fl.1480-1490), 가장 중요한 무명 거장 중 한 명
- 레온하르트 베크 (Leonhard Beck, 독일인, 1480-1542)
- 한스 발둥 그린 (Hans Baldung Grien, 독일인, 1484-1545)
- 요아힘 파테니르 (플랑드르인, 1485-1524), 네덜란드 르네상스기 풍경화의 선구자
- 장 뒤베 (Jean Duvet, 1485-1561)
- 요스 판 클레버 (Joos van Cleve, 플랑드르인, 1485-1540)
- 베르나르트 판 오를레이 (Bernard van Orley, 플랑드르인, 1488-1541)
- 한스 스프링깅클레 (Hans Springinklee, 독일인, 1490-1540)
- 볼프 후버 (Wolf Huber, 독일인, 1490-1553)
- 뤼카스 판 레이던 (Lucas van Leyden, 네덜란드인, 1494-1533)
- 얀 판스코럴 (Jan van Scorel, 네덜란드인, 1495-1562)
- 한스 홀바인 (Hans Holbein le Jeune, 독일인, 1497-1543), 가장 중요한 초상화가 중 한 명
- 게오르크 펜츠 (Georg Pencz, 독일인, 1500-1550)
- 제발트 베함 (Sebald Beham, 독일인, 1500-1550)
- 바르텔 베함 (Barthel Beham, 독일인, 1502-1540)
- 루카스 크라나흐 데어 윙게레 (Lucas Cranach le Jeune, 독일인, 1515-1586)
- 피터르 브뤼헐 더 아우더 (Pieter Brueghel l'Ancien, 플랑드르인, c.1525-1569), 가장 중요한 네덜란드 화가 중 한 명
- 에히디위스 사델러르 (플랑드르인, 1570-1629)

### 스페인 회화
- 바르톨로메 베르메호 (Bartolomé Bermejo, 1440-1500)
- 알론소 베루게테 (Alonso Berruguete, 1488–1561)
- 루이스 데 모랄레스 (Luis de Morales, 1512-1586)
- 알론소 산체스 코에요 (Alonso Sánchez Coello, 1531?-1588)
- 엘 그레코 (El Greco, 1541?-1614)
- 후안 바우티스타 마이노 (Juan Bautista Maíno, 1569-1649)
- 호세 데 리베라 (José de Ribera, 1591-1652)
- 프란시스코 데 수르바란 (Francisco de Zurbarán, 1598–1664)
- 디에고 벨라스케스 (Diego Velázquez, 1599-1660)
- 알론소 카노 (Alonso Cano, 1601-1667)
- 후안 바우티스타 마르티네스 델 마소 (Juan Bautista Martínez del Mazo, 1605-1667)
- 후안 카레뇨 데 미란다 (Juan Carreño de Miranda, 1614-1685)
- 바르톨로메 에스테반 무리요 (Bartolomé Esteban Murillo, 1617?-1682)
- 프란시스코 바예우 (Francisco Bayeu, 1734-1795)
- 프란시스코 고야 (Francisco de Goya, 1746-1828)

### 마니에리즘
- 도소 도시 (Dosso Dossi, 이탈리아인, 1479-1542)
- 도메니코 캄파뇰라 (Domenico Campagnola, 이탈리아인, 1484-1540)
- 알폰소 롬바르디 (Alfonso Lombardi, 이탈리아인, 1487-1537)
- 바초 반디넬리 (Baccio Bandinelli, 이탈리아인, 1493-1560)
- 폰토르모 (Pontormo, 이탈리아인, 1494-1556), 피렌체의 프레스코화 화가
- 로소 피오렌티노 (Rosso Fiorentino, 이탈리아인, 1494-1540)
- 마르턴 판 헤임스커르크 (Maarten van Heemskerck, 네덜란드인, 1498-1574)
- 알레산드로 본비치노 (Alessandro Bonvicino, 이탈리아인, 1498-1555)
- 줄리오 클로비오 (Giulio Clovio, 크로아티아 출신의 이탈리아인, 1498-1578)
- 니콜로 트리볼로 (Niccolo Tribolo, 이탈리아인, 1500-1550)
- 벤베누토 첼리니 (Benvenuto Cellini, 이탈리아인, 1500-1571)
- 파르미자니노 (Parmigianino, 이탈리아인, 1503-1540), 파르마 출신 화가이자 판화가
- 브론치노 (Bronzino, 이탈리아인, 1503-1572)
- 야코프 세이세네허르 (Jakob Seisenegger, 네덜란드인, 1505-1567)
- 피터르 아르천 (Pieter Aertsen, 네덜란드인, 1508-1575)
- 프랑수아 클루에 (Francois Clouet, 프랑스인, 1510-1572)
- 조르조 바사리 (Giorgio Vasari, 조르조 바사리, 1511-1575), 특히 자신의 저서 《르네상스 미술가 평전》로 유명
- 안토니오 모로 (Antonio Moro, 네덜란드인, 1519-1576)
- 조반니 바티스타 모로니 (Giovanni Battista Moroni, 이탈리아인, 1525-1578)
- 페데리코 바로치 (Federico Barocci, 이탈리아인, 1526-1612)
- 주세페 아르침볼도 (Giuseppe Arcimboldo, 이탈리아인, 1527-1593), 과일과 채소에 바탕을 둔 마니에리즘 초상화로 유명
- 잠볼로냐 (Giambologna, 이탈리아인, 1529-1608), 가장 영향을 끼친 마니에리즘 조각가
- 데니스 칼바르트 (Denis Calvaert, 플랑드르인, 1540-1619)
- 시피오네 풀초네 (Scipione Pulzone, 이탈리아인, 1542-1598)
- 바르톨로뫼스 스프랑어르 (Bartholomeus Spranger, 플랑드르인, 1546-1611)
- 카럴 판 만더르 (Karel van Mander, 플랑드르인, 1548-1606)
- 조반니 피에트로 데 포미스 (Giovanni Pietro de Pomis, 이탈리아인, 1565?-1633), 오스트리아 그라츠에서 작업한 후기 마니에리즘풍 작품으로 유명
- 아브라함 블루마르트 (Abraham Bloemaert, 네덜란드인, 1566-1651)
- 요아힘 위테발 (Joachim Wtewael, 네덜란드인, 1566-1638)
- 아담 엘스하이머 (Adam Elsheimer, 독일인, 1578-1610), 루벤스에게 영향을 준 역사화와 풍경화

### 바로크 회화
- 야코포 키멘티 (Jacopo Chimenti, 이탈리아인, 1554-1640)
- 조반니 바티스타 파지 (Giovanni Battista Paggi, 이탈리아인, 1554-1627)
- 안토니오 템페스타 (Antonio Tempesta, 이탈리아인, 1555-1630)
- 로도비코 카라치 (Lodovico Carracci, 이탈리아인, 1555-1619)
- 바르톨로메오 체시 (Bartolomeo Cesi, 이탈리아인, 1556-1629)
- 알레산드로 마간차 (Alessandro Maganza, 이탈리아인, 1556-1640)
- 베르나르도 카스텔로 (Bernardo Castello, 이탈리아인, 1557-1629)
- 아고스티노 카라치 (Agostino Carracci, 이탈리아인, 1557-1602)
- 로도비코 치골리 (Lodovico Cigoli, 이탈리아인, 1559-1613)
- 에네아 살메자 (Enea Salmeggia, 이탈리아인, 1559-1626)
- 바르톨로메오 카르두치 (Bartolomeo Carducci, 이탈리아인, 1560-1610)
- 안니발레 카라치 (Annibale Carracci, 이탈리아인, 1560-1609), 가장 중요한 이탈리아 화가 중 한 명
- 오라치오 젠틸레스키 (Orazio Gentileschi, 이탈리아인, 1563-1639)
- 한스 로텐하머 (Hans Rottenhammer, 독일인, 1564-1625)
- 피터르 브뤼헐 더 용어 (Pieter Bruegel le jeune, 플랑드르인, 1564-1636)
- 프란시스코 파케코 (Francisco Pacheco, 스페인인, 1564-1654)
- 프란시스코 리발타 (Francisco Ribalta, 스페인인, 1565-1628)
- 후안 데 하우레기 (Juan de Jáuregui, 스페인인, 1566-1641)
- 얀 브뤼헐 더 아우더 (Jan Brueghel l'Ancien, 플랑드르인, 1568-1625)
- 후안 마르티네스 몬타녜스 (Juan Martínez Montañés, 스페인인, 1568-1649)
- 카라바조 (Le Caravage, 이탈리아인, 1573-1610), 역사상 가장 중요하고 가장 영향을 끼친 화가 중 한 명
- 귀도 레니 (Guido Reni, 이탈리아인, 1575-1642)
- 페테르 파울 루벤스 (Pierre Paul Rubens, 플랑드르인, 1577-1640), 역사상 가장 중요하고 가장 영향을 끼친 화가 중 한 명
- 아담 엘스하이머 (Adam Elsheimer, 독일인, 1578-1610)
- 베르나르도 스트로치 (Bernardo Strozzi, 이탈리아인, 1581-1644)
- 장 드 보그랑 (Jean de Beaugrand, 프랑스인, 1584-1640)
- 요한 리스 (Johann Liss, 독일인, 1590-1631)
- 궤르치노 (Le Guerchin, 이탈리아인, 1591-1666)
- 아르테미시아 젠틸레스키 (Artemisia Gentileschi, 이탈리아인, 1592-1656)
- 조르주 드 라 투르 (Georges de La Tour, 프랑스인, 1593-1652), 카라바조풍 프랑스 화가
- 야코프 요르단스 (Jacob Jordaens, 플랑드르인, 1593-1678)
- 루이 르 냉 (Louis Le Nain, 프랑스인, 1593-1648)
- 니콜라 푸생 (Nicolas Poussin, 프랑스인, 1594-1665), 가장 중요한 고전주의 아카데미즘 화가 중 한 명
- 피에트로 다 코르토나 (Pietro da Cortona, 이탈리아인, 1596-1669), 후기 바로크 프레스코화 화가
- 프란시스코 데 수르바란 (Francisco de Zurbarán, 스페인인, 1598-1664), maître du clair-obscur dans la peinture religieuse et les natures mortes
- 잔 로렌초 베르니니 (Gianlorenzo Bernini, 이탈리아인, 1598-1680), 반종교개혁 시기 가장 영향을 끼친 조각가이자 건축가
- 앙투안 르 냉 (Antoine Le Nain, 프랑스인, 1599-1648)
- 안토니 반 다이크 (Antoine van Dyck, 플랑드르인, 1599-1641), important portraitiste, élève de Rubens
- 디에고 벨라스케스 (Diego Velázquez, 스페인인, 1599-1660), "화가들의 화가"
- 클로드 로랭 (Claude Lorrain, 프랑스인, 1600-1682), paysagiste classique
- 알론소 카노 (Alonso Cano, 스페인인, 1601-1667)
- 얀 브뤼헐 더 용어 (Jan Brueghel le Jeune, 플랑드르인, 1601-1678)
- 마티외 르 냉 (Mathieu Le Nain, 프랑스인, 1607-1677)
- 조반니 베네데토 카스틸리오네 (Giovanni Benedetto Castiglione, 이탈리아인, 1609-1664), peintre de Gênes et graveur ayant inventé le monotype
- 마티아 프레티 (Mattia Preti, 이탈리아인, 1613-1699)
- 살바토르 로사 (Salvator Rosa, 이탈리아인, 1613-1673)
- 카를로 돌치 (Carlo Dolci, 이탈리아인, 1616-1686)
- 바르톨로메 에스테반 무리요 (Bartolomé Esteban Murillo, 스페인인, 1617-1682), 가장 중요한 스페인 화가 중 한 명
- 후안 데 발데스 레알 (Juan de Valdes Leal, 스페인인, 1622-1690)
- 페드로 데 메나 (Pedro de Mena, 스페인인, 1628-1688)
- 루카 조르다노 (Luca Giordano, 이탈리아인, 1634-1705)
- 안드레아 포초 (Andrea Pozzo, 이탈리아인, 1642-1709)
- 한스 아담 바이센키르셔 (Hans Adam Weissenkircher, 오스트리아인, 1646-1695)
- 요한 미하엘 로트마이어 (Johann Michael Rottmayr, 오스트리아인, 1656-1730)

### 네덜란드 회화 황금기 및 플랑드르 바로크 회화
- 룰란트 사베리 (네덜란드 출신 플랑드르인, 1576-1639)
- 프란스 스나이더 (플랑드르인, 1578-1657), maître de la nature morte baroque de l'école d'Anvers
- 프란스 할스 (Frans Hals, 1580-1666), 르네상스 이후 가장 중요한 초상화가 중 한 명
- Pieter Lastman (네덜란드인, 1583-1633)
- Hendrick Terbrugghen (네덜란드인, 1588-1629), caravagiste, peintre de genre réaliste
- Gerrit van Honthorst (네덜란드인, 1590-1636)
- Wouter Crabeth II (네덜란드인, 1594-1644)
- Dirck van Baburen (네덜란드인, 1595-1624)
- Pieter de Grebber (네덜란드인, 1600-1652)
- Matthias Stom (네덜란드인, 1600-1652)
- Adriaen Brouwer (플랑드르인. 1605-1638), notable pour ses peintures de genre de taverne
- 렘브란트 (Rembrandt, 1606-1669), 가장 중요한 초상화가이자 가장 중요한 판화가 중 한 명
- Jan Lievens (네덜란드인, 1607-1674)
- Jacob Adriaensz Backer (네덜란드인, 1608-1651)
- Jan Davidsz de Heem (네덜란드인, 1609-1683), peintre de nature morte de l'école d'Anvers
- David Teniers le Jeune (플랑드르인, 1610-1690)
- 아드리안 반 오스타데 (네덜란드인, 1610-1685), spécialisé dans les scènes de genre paysannes, de l'école d'Haarlem
- Gerrit Dou (네덜란드인, 1613-1675)
- Govert Flinck (네덜란드인, 1615-1660)
- Ferdinand Bol (네덜란드인, 1616-1680)
- Gerard Terborch (네덜란드인, 1617-1681), peintre de genre de l'école d'Haarlem
- Willem Kalf (네덜란드인, 1619-1693), notable pour ses natures mortes
- Albert Cuyp (네덜란드인, 1620-1691), paysagiste de l'école de Dordrecht
- Jan Steen (네덜란드인, 1625-1679), peintre de genre de taverne de l'école de Leyde
- Samuel van Hoogstraten (네덜란드인, 1627-1678), peintre de genre
- Jan de Bray (네덜란드인, 1627-1697)
- 야코프 판 라위스달 (네덜란드인, 1628-1682), paysage de l'école d'Haarlem
- Gabriel Metsu (네덜란드인, 1629-1667), peintre de petites scènes de genre intimes
- Pieter de Hooch (네덜란드인, 1629-1683), peintre de genre de l'école de Delft
- 요하네스 페르메이르 (Johannes Vermeer, 네덜란드인, 1632-1675), peintre de genre de l'école de Delft
- Frans van Mieris de Oudere (네덜란드인, 1635-1681)
- 마인데르트 호베마 (네덜란드인, 1638-1709)
- Aert de Gelder (네덜란드인 1645-1727)
- Richard Brakenburgh (네덜란드인, 1650-1702)
- Adriaen van der Werff (네덜란드인, 1659-1722)
- Rachel Ruysch (네덜란드인, 1664-1750), importante peintre de fleurs
- Cornelis Dusart (네덜란드인, 1665-1704)

### 로코코
- 조반니 바티스타 피아체타 (Giovanni Battista Piazzetta, 이탈리아인, 1682-1754)
- 앙투안 바토 (Jean-Antoine Watteau, 프랑스인, 1684-1721), célèbre pour Le Pèlerinage à l'île de Cythère et pour ses fêtes galantes
- 조반니 바티스타 피토니 (Giovanni Battista Pittoni 또는 Giambattista Pittoni, 이탈리아인, 1687-1767), célèbre pour ses peintres de familles et enfants
- 조반니 바티스타 티에폴로 (Giovanni Battista Tiepolo, 이탈리아인, 1691-1770), célèbre pour ses fresques à la Résidence de Würzburg
- 카날레토 (Canaletto, 이탈리아인, 1697-1768), célèbre pour ses paysages de grand intérêt topographique et architectural
- 장바티스트시메옹 샤르댕 (Jean-Baptiste-Siméon Chardin, 프랑스인, 1699-1779), important peintre de nature morte
- 프랑수아 부셰 (François Boucher, 프랑스인, 1703-1770), a créé ka mythologie galante
- 잠바티스타 피토니 (Giambattista Pittoni, 이탈리아인, 1687-1767), célèbre pour ses peintures de famille sacrée et d'enfant
- 요한 게오르크 플라처 (Johann Georg Platzer, 오스트리아인, 1704-1761)
- 폼페오 바토니 (Pompeo Batoni, 이탈리아인, 1708-1787)
- 프란체스코 과르디 (Francesco Guardi, 이탈리아인, 1712-1793), 베네치아 유파
- 마르틴 요한 슈미트 (Martin Johann Schmidt, 오스트리아인, 1718-1801), important peintre du baroque tardif
- 베르나르도 벨로토 (Bernardo Bellotto, 이탈리아인, 1720-1780), 카날레토의 조카, 도시 풍경화가
- 프란츠 안톤 말베르츠 (Franz Anton Maulbertsch, 오스트리아인, 1724-1796)
- 장바티스트 그뢰즈 (Jean-Baptiste Greuze, 프랑스인, 1725-1805)
- 장오노레 프라고나르 (Jean-Honoré Fragonard, 프랑스인, 1732-1806), Les Hasards heureux de l'escarpolette로 특히 유명

### 영국 회화

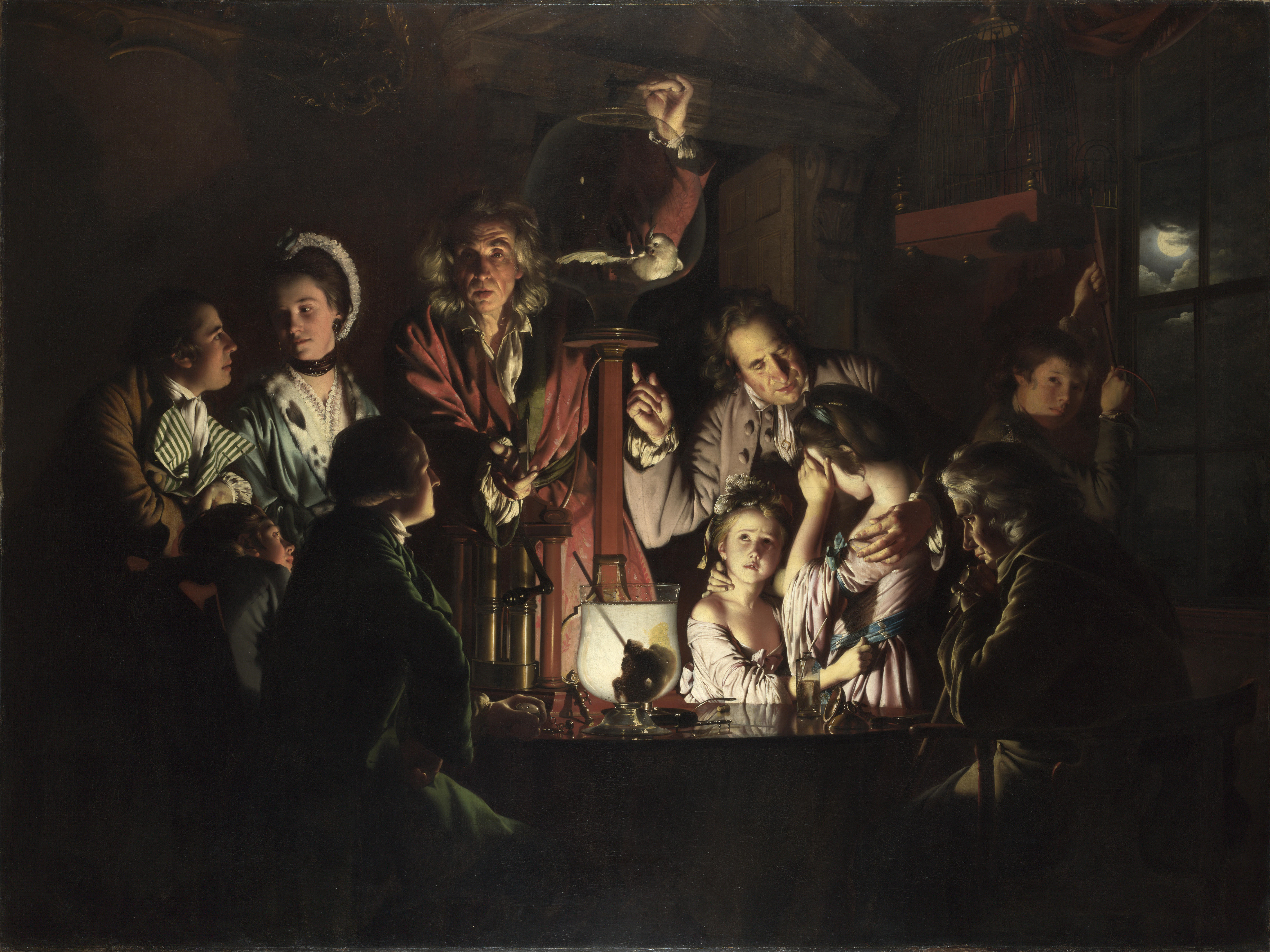
An Experiment on a Bird in the Air Pump, 조지프 라이트 오브 더비 작. (1768).

- 니컬러스 힐리어드 (Nicholas Hilliard, 1547-1619), 영국의 중요한 초상화가
- 조지 제임슨 (George Jamesone, 1587-1644), 스코틀랜드 회화의 선구자
- 윌리엄 돕슨 (William Dobson, 1610–1646), 영국 회화의 선구자로, 초상화가
- 존 마이클 라이트 (John Michael Wright, 1617-1694), 스코틀랜드의 바로크 초상화가
- 피터 렐리 (Peter Lely, 1618-1680), 네덜란드 출신의 유명한 잉글랜드 초상화가
- 갓프리 넬러 (Godfrey Kneller, 1646-1723), 초상화가
- 제임스 손힐 (James Thornhill, 1675?-1734)
- 윌리엄 호가스 (William Hogarth, 1697-1764), 화가 및 판화가
- 프랜시스 헤이먼 (Francis Hayman, 1708-1776), 로열 아카데미의 공동 창립자
- 앨런 램지 (Allan Ramsay, 1713-1784), 영국의 주요 초상화가
- 조슈아 레이놀즈 (Joshua Reynolds, 1723–1792), 초상화가, 로열 아카데미 초대 총장
- 토머스 게인스버러 (Thomas Gainsborough, 1727-1788), 중요한 초상화가이자 풍경화가
- 조지 롬니 (George Romney, 1734-1802)
- 헨리 레이번 (Henry Raeburn, 1756-1823), 스코틀랜드 초상화가
- 존 오피 (John Opie, 1761-1807), 역사화가
- 토머스 로런스 (Thomas Lawrence, 1769-1830), 중요한 영국 초상화가
- 요한 초파니 (Johann Zoffany, 1733-1810), 독일 출신 화가로 잉글랜드에서 작업하였음
- 조지프 라이트 오브 더비 (Joseph Wright of Derby, 1734-1797), 풍경화가 겸 초상화가

### 신고전주의
- 안톤 라파엘 멩스 (Anton Raphael Mengs, 독일인, 1728-1779)
- 가에타노 간돌피 (Gaetano Gandolfi, 이탈리아인, 1734-1802)
- 벤저민 웨스트 (Benjamin West, 영국인, 1738-1820)
- 자크루이 다비드 (Jacques-Louis David, 프랑스인, 1748-1825), 고전주의 정치화의 대가
- 장 오귀스트 도미니크 앵그르 (Jean Auguste Dominique Ingres, 프랑스인, 1780-1867), 아카데미 예술의 신고전주의 및 낭만주의 대표자

### 낭만주의
- 프란시스코 고야 (Francisco de Goya, 스페인인, 1746-1828), 궁정 화가이자 위대한 초상화가
- 헨리 레이번 (Henry Raeburn, 영국인, 1756-1823)
- 윌리엄 블레이크 (William Blake, 영국인, 1757-1827), 종교적 상징주의 화가, 판화가, 삽화가
- 앙투안장 그로 (Antoine-Jean Gros, 프랑스인, 1771-1835), 자크루이 다비드의 제자
- 테오도르 제리코 (Théodore Géricault, 프랑스인, 1791-1824), 화가 및 조각가
- 외젠 들라크루아 (Eugène Delacroix, 프랑스인, 1798-1863), 가장 중요한 낭만주의 화가 중 한 명